# فاضل الجنابي
فاضل الجنابي عالم نووي عراقي، وآخر رئيس لمنظمة الطاقة الذرية العراقية في عهد حكومة صدام حسين، عمل في البرنامج النووي العراقي منذ إنشائه.